# سانت كوجات ديل فاليس
بلدية سانت كوغات ديل باليس (بالكاتالانية: Sant Cugat del Vallès) هي إحدى بلديات مقاطعة برشلونة، والتي تقع في منطقة كاتالونيا، شرق إسبانيا.
يبلغ عدد سكانها 74.345 نسمة وفقاً لإحصائية سنة (2007).

## توأمة
لسانت كوجات ديل فاليس اتفاقيات توأمة مع:
- ألبا

## أعلام
- ألفارو سولير
- لويس سالوم
- أليكس كاربونيل
- بول كالفت
- جيرارد أوسوريو